# Фрідріх-Вільгельм Зонс
Фрідріх-Вільгельм Зонс (нім. Friedrich-Wilhelm Sons; 14 серпня 1910, Фленсбург — 27 листопада 1944, Балтійське море) — німецький офіцер-підводник, оберлейтенант-цур-зее резерву крігсмаріне (1 липня 1943).

## Біографія
В січні 1940 року вступив на флот. З квітня 1941 року — командир корабля 38-ї, з січня 1942 року — 46-ї флотилії мінних тральщиків. В лютому-липні 1943 року пройшов курс підводника. З 27 жовтня 1943 року — командир підводного човна U-479, на якому здійснив 5 походів (разом 95 днів у морі). 18 липня 1944 року пошкодив радянський патрульний катер МО-304 водотоннажністю 56 тонн. 27 листопада 1944 року U-479 підірвався на радянській міні в Балтійському морі північно-західніше острову Осмуссаар (59°20′ пн. ш. 23°10′ сх. д.) і потонув. Всі 51 члени екіпажу загинули.